# S.-I.-Wawilow-Goldmedaille
Die S.-I.-Wawilow-Goldmedaille (russisch Золотая медаль имени С.И. Вавилова)  wurde nach dem russischen Physiker Sergei Iwanowitsch Wawilow benannt. Von 1952 bis 1991 wurde sie von der Akademie der Wissenschaften der UdSSR in unregelmäßigen Abständen verliehen. In der Nachfolge wird sie seit 1995 von der Russischen Akademie der Wissenschaften alle fünf Jahre für herausragende Leistungen auf dem Gebiet der Physik vergeben.
Die Medaille sollte nicht verwechselt werden mit der N.-I.-Wawilow-Goldmedaille, die ebenfalls von der Russischen Akademie der Wissenschaften verliehen wird.

## Preisträger
- 1952 Dmitri Wladimirowitsch Skobelzyn
- 1953 Alexander Nikolajewitsch Terenin
- 1959 Iwan Wassiljewitsch Obreimow
- 1961 Eduard Wladimirowitsch Schpolski
- 1965 Walentin Alexandrowitsch Fabrikant
- 1970 Pjotr Petrowitsch Feofilow
- 1973 Wladimir Pawlowitsch Linnik
- 1976 Michail Dmitrijewitsch Galanin
- 1979 Ilja Michailowitsch Frank
- 1982 Sergei Wassiljewitsch Wonsowski
- 1985 Wsewolod Wassiljewitsch Antonow-Romanowski
- 1988 Jewgeni Lwowitsch Feinberg
- 1991 Bertold Samuilowitsch Neporent
- 1995 Witali Lasarewitsch Ginsburg
- 2000 Immanuil Lasarewitsch Fabelinski
- 2005 Leonid Weniaminowitsch Keldysch
- 2010 Wladimir Iwanowitsch Ritus
- 2015 Jewgeni Michailowitsch Dianow
- 2020 Gennadi Andrejewitsch Mesjaz